# Embolcall baixista
Un Embolcall baixista (en anglès: Bearish engulfing) és un patró d'espelmes japoneses format per dues espelmes que apareix en una tendència alcista i que indica un possible canvi de tendència; rep aquesta denominació perquè la segona espelma embolcalla completament l'anterior -ocupa tot el seu rang-. És un potent signe de canvi de tendència quan es confirma.

## Criteri de reconeixement
1. La tendència prèvia és alcista
2. Es forma una petita 1a espelma blanca amb tancament proper al high.
3. L'endemà s'obre a l'alça però immediatament es comença baixar fins a tancar per sota de l'obertura del dia antecedent, formant una gran espelma negra el cos de la qual embolcalla completament pel cos de l'espelma blanca prèvia (o inclús més espelmes blanques anteriors).
4. El volum de negociació del segon dia augmenta considerablement

## Explicació
La tendència del mercat era alcista però la força dels bulls comença a decréixer al formar una petita espelma blanca amb un high no gaire allunyat de l'obertura. L'endemà, tot i obrir a l'alça, apareixen els bears amb força i tanquen la sessió per sota de l'obertura del dia anterior

## Factors importants
La mida relativa entre l'espelma blanca i l'espelma negra és important, perquè quan més petita sigui la blanca i més gran sigui la negra, més evidència de la força baixista, arribant a la seva màxima significació quan la blanca tan sols és un doji. Aquest escenari pot portar massivament als bulls a tancar llargs, incrementant la possibilitat d'un canvi de tendència. La força dels bears es confirmaria per un augment del volum de negociació i si l'espelma negra embolcalla més d'una espelma blanca antecedent. La confirmació el tercer dia hauria de ser en forma de gap baixista, una nova espelma negra amb tancament inferior, o un trencament de suport. Com en tots els patrons d'espelmes japoneses, reforça la seva significació si aquest apareix en zones de gir com ara resitències o nivells de retrocés, fins al punt que un embolcall desubicat pot no tenir cap significació.